# Quintus Caedicius
Quintus Caedicius, fils de Quintus, petit-fils de Quintus (peut-être Quintus Caedicius Noctua, qui fut consul en 289 av. J.-C.), est un homme politique de la République romaine, de la gens plébéienne Caedicia, de notoriété très modeste.

## Biographie
Quintus Caedicius n'est connu que par les Fastes consulaires, qui contiennent la liste des consuls. Il est élu pour le consulat de 256 av. J.-C. lors de la première guerre punique, mais décède pendant son mandat. Regulus le remplace.